# Rifugio fratelli Nordio e Riccardo Deffar
Il rifugio fratelli Nordio e Riccardo Deffar si trova a 1406 m s.l.m. in località in alta Val Uque, Ugovizza, nel comune di Malborghetto-Valbruna, in provincia di Udine.

## Storia
Al termine della Grande Guerra il vecchio capanno austriaco di caccia della Val Rauna viene gestito dalla Milizia forestale di Tarvisio, quindi affittato nel 1925 alla SUCAI di Trieste, la quale lo converte in rifugio per sciatori. L'anno seguente la Società Alpina delle Giulie di Trieste, nuova proprietaria, lo dedica ai gemelli Aurelio e Fabio Nordio, volontari caduti in guerra. Nel 1929 viene smantellato e rimontato in sito più favorevole, ma nel 1939 è distrutto da un incendio. Nel 1948 la SAG acquista due vecchi magazzini del genio militare alla confluenza tra rio Uque e rio Pleccia, collegandoli e destinandoli a rifugio, aggiungendovi la dedica a Riccardo Deffar, alpinista accademico di Trieste. Compromesso nel 2003 da un'alluvione del vallone di Ugovizza, viene demolito nel 2008 e ricostruito nell'attuale sito, inaugurato nel 2013. Il 12 febbraio 2016, il rifugio da poco rinnovato, viene parzialmente distrutto e reso inagibile da un incendio. Nella primavera del 2018 si concludono i lavori di ristrutturazione, il 15 giugno ricomincia l'attività del rifugio, mentre il 30 giugno viene inaugurata la stagione 2018.

## Caratteristiche e informazioni
Il rifugio, caratterizzato da un volume unitario a tre piani rivestito in larice e pietra con copertura in falde a lamiera, presenta avanzati criteri di tecnologia e gestione ecosostenibile. Il rifugio è stato chiuso in seguito all'incendio che ha colpito la struttura il 12 febbraio 2016. I lavori di ristrutturazione si sono conclusi nella primavera del 2018 e il rifugio ha ricominciato la propria attività il 15 giugno 2018. 

## Accessi
È raggiungibile in automobile da Ugovizza (Malborghetto-Valbruna UD) sino al parcheggio e quindi a piedi in circa 45 minuti (segnavia CAI 507).

## Traversate
Situato in alta Val Uque, a 10 minuti dalla sella di Lom, è punto d'appoggio della Traversata Carnica.

## Ascensioni
Questo settore delle Alpi Carniche è caratterizzato da cime prative quali l'Osternig, il Sagran, lo Starhand e l'Acomizza, facilmente raggiungibili dal rifugio.